# 贾法尔普尔
贾法尔普尔（Jafarpur），是印度西孟加拉邦North Twentyfour Parganas县的一个城镇。总人口14032（2001年）。

## 人口
该地2001年总人口14032人，其中男性7373人，女性6659人；0—6岁人口994人，其中男535人，女459人；识字率86.00%，其中男性为89.12%，女性为82.53%。